# Гуров Кузьма Акимович

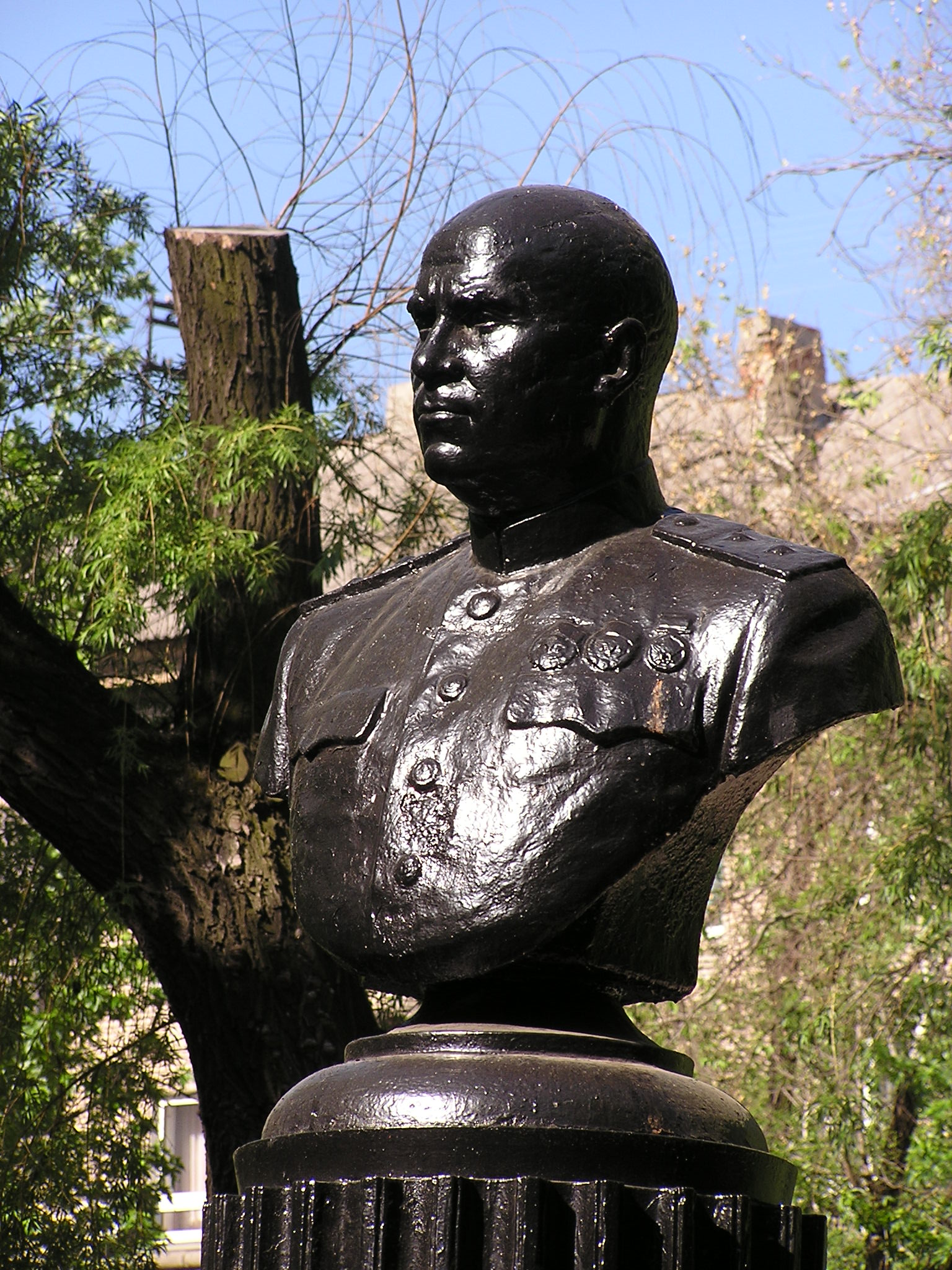
Пам'ятник Гурову в Донецьку

Гу́ров Кузьма́ Аки́мович (14 жовтня 1901, Панево Рудинської волості Козельського повіту Калузької губернії — 25 вересня 1943, село Гусарка Куйбишевського району Запорізької області) — генерал-лейтенант, член Військової ради Південного фронту, один з керівників оборони Сталінграда й звільнення Донбасу.

## Біографія
У грудні 1919 року добровольцем пішов до 2-го Іркутського кавалерійський полку. Брав участь у боях разом із Колчаком. У 1920 році направлений до Забайкалля, в 1922 році — до Приморського краю. В 1936 році закінчив Військово-політичну академію в Ленінграді. З 1940 року керував Військово-педагогічним інститутом у Твері.
З початком Німецько-радянського військового конфлікту в часи Другої Світової війни став дивізіонним комісаром (29-та армія), потім членом Військової ради Сталінградського фронту, потім членом Військової ради Південного фронту. З 1942 одержав звання генерал-лейтенанта.
25 вересня 1943 року помер у селі Гусарка Куйбишевського району Запорізької області від закупорки серцевої артерії.

Його серце було поховано в цьому селі. Пізніше тут було встановлено гранітний обеліск на якому написано: 
|  | Тут поховане серце члена Військової ради Південного фронту генерал-лейтенанта Гурова Кузьми Акимовича (1901-1943) |

Тіло було перевезено в Донецьк, де було поховано. В 1954 році на могилі Гурова був установлений пам'ятник Гурову.
Кузьма Акимович Гуров був нагороджений орденом Леніна, трьома орденами Червоного Прапора й медаллю.
На честь Кузьми Акимовича Гурова село, у якому він народився, було перейменована в Гурово. У лютому 1944 року один із проспектів Донецька був названий ім'ям Гурова.